# Tadeusz Badach
Tadeusz Tomasz Badach (ur. 10 grudnia 1947 w Gorzkowie) – polski polityk, spółdzielca, inżynier rolnik, poseł na Sejm X i IV kadencji (1989–1991, 2001–2005).

## Życiorys
W 1973 ukończył studia na Wydziale Mechanizacji Rolnictwa Akademii Rolniczej w Lublinie. Zawodowo związany z branżą mleczarską. W 1977 objął funkcję prezesa zarządu Okręgowej Spółdzielni Mleczarskiej Krasnystaw.
W 1974 wstąpił do Polskiej Zjednoczonej Partii Robotniczej. Od 1989 do 1991 był posłem na Sejm kontraktowy. W trakcie kadencji wstąpił do Parlamentarnego Klubu Lewicy Demokratycznej, zasiadał w dwóch komisjach stałych i jednej nadzwyczajnej. W latach 1998–2001 zasiadał w sejmiku lubelskim. W wyborach parlamentarnych w 2001, startując z listy koalicji Sojusz Lewicy Demokratycznej – Unia Pracy w okręgu chełmskim, otrzymał 7588 głosów, uzyskując mandat posła IV kadencji. W 2005 nie ubiegał się o reelekcję.
W 1988 odznaczony Srebrnym Krzyżem Zasługi. W 2015 otrzymał Krzyż Oficerski Orderu Odrodzenia Polski, a w 2004 Krzyż Kawalerski tego orderu.

## Życie prywatne
Jest żonaty, ma dwoje dzieci. Jest ojcem muzyka Jakuba Badacha i teściem Aleksandry Kwaśniewskiej.